# Motorbromsning
Vid motorbromsning används motorn istället för, eller tillsammans med färdbromsen för att minska ett fordons hastighet. Motorbromsning spar på färdbromsen och minskar risken för överhettning av bromsarna i långa nedförsbackar, dessutom minskar motorbromsning bränsleåtgången en aning i moderna motorer eftersom bränsletillförseln helt stängs av när motorn snurrar fortare än 1 500 varv/minut utan gaspådrag. Vid motorbromsning är bränsleförbrukningen därför noll i bilar med insprutningsmotor.

## Varför bromsar motorn?
En fyrtakts diesel- eller bensinmotor har fyra faser: insugsfas då luft och bränsle sugs in i cylindern, kompressionsfas då bränsleblandningen kompimeras, förbränningsfas då bränsleblandningen förbränns under stor volymökning och slutligen en utblåsningsfas då de förbrända avgaserna blåses ut i avgasröret. I alla faser utom förbränningsfasen åtgår mer eller mindre energi; i förbränningsfasen ger motorn däremot ifrån sig energi. Vid motorbromsning minskas bränsletillförseln; i moderna motorer stängs den helt av, och samtidigt så stryps lufttillförseln. När motorn i insugsfasen inte får luft krävs det energi för att dra runt den. I kompressionsfasen komprimeras den luft som motorn lyckades suga i sig; även här åtgår en hel del energi, men eftersom inget eller mycket lite bränsle följt med in i motorn uteblir energitillförseln i förbränningsfasen och motorn bromsar. Bromseffekten blir större ju högre varvtal motorn har. En dieselmotor ger sämre motorbroms när man bara släpper gasen utan att växla ner eftersom den normalt arbetar vid lägre varv; därför kan man behöva växla ner lite tidigare för att få en bra bromseffekt.

## Tunga fordon
På lastbilar och bussar brukar man ha en avgasbroms som "stänger" avgasröret och därmed gör motorbromsen mer effektiv genom att även utblåsningsfasen bromsas.

### Fotnoter
1. ↑  ”EcoDriving – Motorbromsa, Tomgångskörning-Körkortskolan.se”. www.korkortskolan.se. Arkiverad från originalet den 11 juli 2017. https://web.archive.org/web/20170711140128/http://www.korkortskolan.se/korkortsteori/ecodriving-sparsam-korning. Läst 10 juli 2017.
2. ↑  ”Drar motorbromsning mindre?”. Aftonbladet.se. 26 januari 2007. https://www.aftonbladet.se/bil/a/5VpbAK/drar-motorbromsning-mindre. Läst 16 februari 2025.
3. ↑  Trafikverket. ”Motorbromsa”. Trafikverket. Arkiverad från originalet den 31 augusti 2017. https://web.archive.org/web/20170831085304/http://www.trafikverket.se/resa-och-trafik/Dina-val-gor-skillnad/Sparsam-korning/sa-kor-du-sparsamt/motorbromsa/. Läst 10 juli 2017.
4. ↑  ”Ottos fyrtaktsmotor”. https://www.fs.isy.liu.se/Edu/Courses/EngineHistory/Presentations/ch9.pdf. Läst 10 juli 2017.
5. ↑  ”Bromsar”. www.lastbilsteori.se. http://www.lastbilsteori.se/funk-bromsar.html. Läst 10 juli 2017.